# Temporada da NBA de 2023–24
A temporada da NBA de 2023–24 foi a 78ª temporada da National Basketball Association (NBA) que começou no dia 24 de outubro de 2023 e acabou em 14 de abril de 2024. A NBA realizou sua primeira Copa NBA de 3 de novembro a 9 de dezembro, com o Los Angeles Lakers vencendo o campeonato contra o Indiana Pacers. O All-Star Game da NBA de 2024 foi disputado no Gainbridge Fieldhouse em Indianapolis em 18 de fevereiro de 2024. Os playoffs começaram em 16 de abril de 2024 e as finais começam em junho de 2024. O Boston Celtics se sagrou campeão pela décima oitava vez em sua história.

## Transações

### Aposentadorias
- 14 de junho de 2023 — Ekpe Udoh anunciou sua aposentadoria do basquete profissional para tornar-se treinador assistente do Atlanta Hawks. Ele jogou por quatro times em sua carreira de 13 anos, bem como por vários times no exterior.[3][4]
- 18 de junho de 2023 — Lou Williams se aposentou do basquete profissional. Ele jogou por seis times em sua carreira de 18 anos, ganhando o prêmio de Sexto Homem do Ano três vezes.[5]
- 7 de julho de 2023 — Luigi Datome anunciou sua aposentadoria logo após a Copa do Mundo de 2023. Ele jogou pelo Detroit Pistons e pelo Boston Celtics por duas temporadas, enquanto passou a maior parte de sua carreira na Europa.[6]
- 28 de julho de 2023 — Udonis Haslem anunciou sua aposentadoria da NBA. Ele passou toda a sua carreira de 20 anos no Miami Heat, ganhando três campeonatos com o time.[7] Meses depois, ele voltou ao time como vice-presidente de desenvolvimento.[8]
- 29 de agosto de 2023 — Yi Jianlian anunciou sua aposentadoria do basquete profissional após jogar cinco temporadas na NBA por quatro times diferentes de 2007 a 2012. Mais tarde, ele jogou na D-League e terminou sua carreira na Europa.[9]
- 31 de agosto de 2023 — Othello Hunter anunciou sua aposentadoria. Ele jogou duas temporadas com o Atlanta Hawks de 2008 a 2010. Posteriormente, ele atuou na D-League e finalizou sua carreira na Europa.[10]
- 29 de setembro de 2023 — Wayne Ellington anunciou sua aposentadoria da NBA depois de jogar 13 temporadas em nove times da NBA. Pouco depois de se aposentar, ele foi contratado como treinador de desenvolvimento de jogadores do Miami Heat.
- 20 de outubro de 2023 — Andre Iguodala anunciou sua aposentadoria da NBA. Ele jogou 19 temporadas com quatro times da NBA, ganhou 4 campeonatos com o Golden State Warriors e foi coroado MVP das finais da NBA em 2015.[11]
- 1 de dezembro de 2023 — Terrence Ross anunciou em seu podcast sua aposentadoria da NBA. Ele jogou 11 temporadas por três times da NBA.[12]
- 4 de janeiro de 2023 — Ricky Rubio anunciou sua aposentadoria da NBA. Ele atuou por 13 temporadas por cinco equipes da NBA.[13]
- 1 de fevereiro de 2024 — Marc Gasol anunciou sua aposentadoria do basquete profissional. Ele jogou 14 temporadas com três times da NBA.[14] Ele foi nomeado Jogador Defensivo do Ano da NBA pelo Memphis Grizzlies em 2013 e ganhou um campeonato da NBA pelo Toronto Raptors em 2019. Ele também foi três vezes All-Star da NBA.
- 11 de março de 2024 — Otto Porter Jr. anunciou sua aposentadoria do basquete profissional. Ele jogou dez temporadas em cinco times, incluindo a conquista de um campeonato da NBA com o Golden State Warriors em 2022.[15]
- 2 de abril de 2024 — Rajon Rondo anunciou sua aposentadoria do basquete profissional. Ele jogou 16 temporadas com nove times da NBA. Rondo é duas vezes campeão da NBA, quatro vezes All-Star da NBA, ganhou quatro prêmios de time de defesa da NBA, incluindo dois de primeiro time, e foi nomeado para o terceiro time do All-NBA em 2012.[16]
- 16 de abril de 2024 — Blake Griffin anunciou sua aposentadoria do basquete profissional.[17] Ele jogou 14 temporadas por quatro equipes. Griffin foi selecionado seis vezes para o All-Star Game da NBA, cinco vezes integrante do All-NBA Team e foi o Novato do Ano da NBA em 2011.

### Draft
O Draft da NBA de 2023 foi realizado dia 22 de junho de 2023, no Barclays Center, no Brooklyn, em Nova Iorque. O pivô Victor Wembanyama foi selecionado na primeira escolha geral pelo San Antonio Spurs.

### Alteração no comando técnico
| Fora de Temporada   |                  |                                  |
| Equipe              | 2022-23          | 2023–24                          |
| Detroit Pistons     | Dwane Casey      | Monty Williams                   |
| Houston Rockets     | Stephen Silas    | Ime Udoka                        |
| Milwaukee Bucks     | Mike Budenholzer | Adrian Griffin                   |
| Philadelphia 76ers  | Doc Rivers       | Nick Nurse                       |
| Toronto Raptors     | Nick Nurse       | Darko Rajaković                  |
| Durante a Temporada |                  |                                  |
| Brooklyn Nets       | Jacque Vaughn    | Kevin Ollie (interino)           |
| Milwaukee Bucks     | Adrian Griffin   | Joe Prunty (interino) Doc Rivers |
| Washington Wizards  | Wes Unseld Jr.   | Brian Keefe (interino)           |

#### Fora de temporada
- 10 de abril de 2023 - Dwane Casey renunciou ao cargo de técnico e fez a transição para a diretoria do Detroit Pistons.[18]
- 10 de abril de 2023 - O Houston Rockets demitiu o técnico Stephen Silas após três temporadas no time.[19]
- 21 de abril de 2023 - O Toronto Raptors demitiu o técnico Nick Nurse após cinco temporadas no time.[20]
- 25 de abril de 2023 - O Houston Rockets contratou Ime Udoka como técnico principal da equipe.[21]
- 4 de maio de 2023 - O Milwaukee Bucks demitiu o técnico Mike Budenholzer após cinco temporadas na equipe.[22]
- 13 de maio de 2023 - O Phoenix Suns demitiu o técnico Monty Williams após quatro temporadas com o time.[23]
- 16 de maio de 2023 - O Philadelphia 76ers demitiu o técnico Doc Rivers após três temporadas com o time.[24]
- 1 de junho de 2023 - O Philadelphia 76ers contratou Nick Nurse como seu treinador principal.[25]
- 2 de junho de 2023 - O Detroit Pistons contratou Monty Williams como seu treinador principal.[26]
- 5 de junho de 2023 - O Milwaukee Bucks contratou Adrian Griffin como seu treinador principal.[27]
- 6 de junho de 2023 - O Phoenix Suns contratou Frank Vogel como seu treinador principal.[28]
- 13 de junho de 2023 - O Toronto Raptors contratou Darko Rajaković como seu treinador principal.[29]

### Durante a temporada
- 23 de janeiro de 2024 - O Milwaukee Bucks demitiu Adrian Griffin. Joe Prunty, o assistente técnico do time, foi nomeado técnico interino.[30]
- 25 de janeiro de 2024 - O Washington Wizards demitiu Wes Unseld Jr. após duas temporadas e meia.[31] Brian Keefe foi nomeado treinador interino para o resto da temporada.[32]
- 26 de janeiro de 2024 - O Bucks contratou Doc Rivers como treinador principal.[33]
- 19 de fevereiro de 2024 - O Brooklyn Nets demitiu Jacque Vaughn.[34] Kevin Ollie foi nomeado treinador interino para o resto da temporada.[35]

## Pré-temporada
A NBA costuma hospedar jogos de pré-temporada em mercados fora da NBA, com os seguintes jogos sendo disputados internamente:
| Data          | Times                                     | Arena                | Local                         | Referência |
| ------------- | ----------------------------------------- | -------------------- | ----------------------------- | ---------- |
| 8 de Outubro  | Sacramento Kings vs. Toronto Raptors      | Rogers Arena         | Vancouver, Colúmbia Britânica | [ 36 ]     |
| 8 de Outubro  | Utah Jazz vs. Los Angeles Clippers        | Stan Sheriff Center  | Honolulu, Havaí               | [ 37 ]     |
| 9 de Outubro  | Brooklyn Nets vs. Los Angeles Lakers      | T-Mobile Arena       | Paradise, Nevada              | [ 38 ]     |
| 10 de Outubro | Utah Jazz vs. Los Angeles Clippers        | Climate Pledge Arena | Seattle, Washington           | [ 39 ]     |
| 12 de Outubro | Detroit Pistons vs. Oklahoma City Thunder | Bell Centre          | Montreal, Quebec              | [ 36 ]     |
| 12 de Outubro | Houston Rockets vs. New Orleans Pelicans  | Legacy Arena         | Birmingham, Alabama           | [ 40 ]     |
| 19 de Outubro | Detroit Pistons vs. Oklahoma City Thunder | BOK Center           | Tulsa, Oklahoma               | [ 41 ]     |
| 19 de Outubro | Phoenix Suns vs. Los Angeles Lakers       | Acrisure Arena       | Thousand Palms, California    | [ 42 ]     |

### Jogos internacionais
| Data          | Times                                       | Arena         | Local                             | Referência |
| ------------- | ------------------------------------------- | ------------- | --------------------------------- | ---------- |
| 5 de Outubro  | Dallas Mavericks vs. Minnesota Timberwolves | Etihad Arena  | Abu Dhabi, Emirados Árabes Unidos | [ 43 ]     |
| 7 de Outubro  | Dallas Mavericks vs. Minnesota Timberwolves | Etihad Arena  | Abu Dhabi, Emirados Árabes Unidos | [ 43 ]     |
| 10 de Outubro | Dallas Mavericks vs. Real Madrid            | WiZink Center | Madrid, Espanha                   | [ 44 ]     |

## Temporada regular
A maior parte da temporada regular começou em 17 de agosto, com esses jogos contando como parte da Copa NBA anunciado dois dias antes, em 15 de agosto. Os dois jogos que dependiam dos resultados da Copa NBA foram anunciados em uma data posterior.
Os Spurs jogaram dois jogos em locais alternativos no Moody Center da Universidade do Texas, em Austin, Texas, em março.

### Copa da NBA
A NBA introduziu a nova Copa NBA para a temporada 2023-24, com todos os jogos, exceto a final do campeonato, contando para a classificação da temporada regular. Foi inspirado na WNBA Commissioner's Cup e nas competições de várias etapas da temporada realizadas no futebol europeu. O torneio foi estruturado da seguinte forma:
- Seis grupos intraconferência de cinco.
- As terças e sextas-feiras de novembro apresentavam jogos de grupo contra cada uma das outras equipes do grupo (duas em casa e duas fora).  Esses jogos ainda contavam como jogos da temporada regular.
- Os vencedores de cada grupo e duas equipes curinga avançaram para um torneio de eliminação única.
- As semifinais e o final foram disputados em Las Vegas.
- Os jogadores do campeão do torneio receberam cada um US$ 500.000.
- Para compensar, a fórmula de programação da temporada regular da NBA foi modificada para que apenas 80 jogos para cada equipe fossem anunciados inicialmente durante a entressafra.  As duas primeiras rodadas do torneio da temporada contariam então como os jogos 81 e 82 da temporada regular. O jogo do campeonato seria então um 83º jogo extra que não contaria para a temporada regular.  As equipes que não se classificaram para a fase eliminatória do torneio durante a temporada, ou que foram eliminadas nas quartas de final, tiveram então jogos adicionais agendados entre si, que foram eliminados na mesma conferência (se possível) e arredondados para chegar a 82 jogos.

A programação da Copa NBA foi divulgada em 15 de agosto de 2023, dois dias antes de grande parte da programação da temporada regular ser divulgada. As semifinais e a final do campeonato foram realizados na T-Mobile Arena em Paradise, Nevada.  Em 9 de dezembro de 2023, o Los Angeles Lakers ficou invicto no torneio para ganhar o título inaugural da Copa NBA ao derrotar o Indiana Pacers na final do campeonato. LeBron James ganhou o prêmio inaugural de MVP do torneio.

### Classificação
| Conferência Leste    |    |                     |    |    |       |
| Divisão do Atlântico |    |                     |    |    |       |
| #                    | C  | Equipe              | V  | D  | PCT   |
| 1                    | 1  | Boston Celtics      | 64 | 18 | 0.780 |
| 2                    | 2  | New York Knicks     | 50 | 32 | 0.610 |
| 3                    | 7  | Philadelphia 76ers  | 47 | 35 | 0.573 |
| 4                    | 11 | Brooklyn Nets       | 32 | 50 | 0.390 |
| 5                    | 12 | Toronto Raptors     | 25 | 57 | 0.305 |
| Divisão Central      |    |                     |    |    |       |
| #                    | C  | Equipe              | V  | D  | PCT   |
| 1                    | 3  | Milwaukee Bucks     | 49 | 33 | 0.598 |
| 2                    | 4  | Cleveland Cavaliers | 48 | 34 | 0.585 |
| 3                    | 6  | Indiana Pacers      | 47 | 35 | 0.573 |
| 4                    | 9  | Chicago Bulls       | 39 | 43 | 0.476 |
| 5                    | 15 | Detroit Pistons     | 14 | 68 | 0.171 |
| Divisão Sudeste      |    |                     |    |    |       |
| #                    | C  | Equipe              | V  | D  | PCT   |
| 1                    | 5  | Orlando Magic       | 47 | 35 | 0.573 |
| 2                    | 8  | Miami Heat          | 46 | 36 | 0.561 |
| 3                    | 10 | Atlanta Hawks       | 36 | 46 | 0.439 |
| 4                    | 13 | Charlotte Hornets   | 21 | 61 | 0.256 |
| 5                    | 14 | Washington Wizards  | 15 | 67 | 0.183 |

| Conferência Oeste   |    |                        |    |    |       |
| Divisão Noroeste    |    |                        |    |    |       |
| #                   | C  | Equipe                 | V  | D  | PCT   |
| 1                   | 1  | Oklahoma City Thunder  | 57 | 25 | 0.695 |
| 2                   | 2  | Denver Nuggets         | 57 | 25 | 0.695 |
| 3                   | 3  | Minnesota Timberwolves | 56 | 26 | 0.683 |
| 4                   | 12 | Utah Jazz              | 31 | 51 | 0.378 |
| 5                   | 15 | Portland Trail Blazers | 21 | 61 | 0.256 |
| Divisão do Pacífico |    |                        |    |    |       |
| #                   | C  | Equipe                 | V  | D  | PCT   |
| 1                   | 4  | LA Clippers            | 51 | 31 | 0.622 |
| 2                   | 6  | Phoenix Suns           | 49 | 33 | 0.598 |
| 3                   | 8  | Los Angeles Lakers     | 47 | 35 | 0.573 |
| 4                   | 9  | Sacramento Kings       | 46 | 36 | 0.561 |
| 5                   | 10 | Golden State Warriors  | 46 | 36 | 0.561 |
| Divisão Sudoeste    |    |                        |    |    |       |
| #                   | C  | Equipe                 | V  | D  | PCT   |
| 1                   | 5  | Dallas Mavericks       | 50 | 32 | 0.610 |
| 2                   | 6  | New Orleans Pelicans   | 49 | 33 | 0.598 |
| 3                   | 11 | Houston Rockets        | 41 | 41 | 0.500 |
| 4                   | 13 | Memphis Grizzlies      | 27 | 55 | 0.329 |
| 5                   | 14 | San Antonio Spurs      | 22 | 60 | 0.268 |

# = Posição na divisão, C = Posição na conferência, V = Vitórias, D = Derrotas, PCT = aproveitamento %

### Classificação por conferência
| #  | Conferência Leste       | Conferência Leste | Conferência Leste | Conferência Leste | Conferência Leste | Conferência Leste |
| #  | Time                    | V                 | D                 | PCT               | JA                | J                 |
| -- | ----------------------- | ----------------- | ----------------- | ----------------- | ----------------- | ----------------- |
| 1  | *Boston Celtics - z     | 64                | 18                | .780              | --                | 82                |
| 2  | *New York Knicks - x    | 50                | 32                | .610              | 14.0              | 82                |
| 3  | Milwaukee Bucks - y     | 49                | 33                | .598              | 15.0              | 82                |
| 4  | Cleveland Cavaliers - x | 48                | 34                | .585              | 16.0              | 82                |
| 5  | *Orlando Magic - y      | 47                | 35                | .573              | 17.0              | 82                |
| 6  | Indiana Pacers - x      | 47                | 35                | .573              | 17.0              | 82                |
|    |                         |                   |                   |                   |                   |                   |
| 7  | Philadelphia 76ers - pi | 47                | 35                | .573              | 17.0              | 82                |
| 8  | Miami Heat - pi         | 46                | 36                | .561              | 18.0              | 82                |
| 9  | Chicago Bulls - pi      | 39                | 43                | .476              | 25.0              | 82                |
| 10 | Atlanta Hawks - pi      | 36                | 46                | .439              | 28.0              | 82                |
|    |                         |                   |                   |                   |                   |                   |
| 11 | Brooklyn Nets - o       | 32                | 50                | .390              | 32.0              | 82                |
| 12 | Toronto Raptors - o     | 25                | 57                | .305              | 39.0              | 82                |
| 13 | Charlotte Hornets - o   | 21                | 61                | .256              | 43.0              | 82                |
| 14 | Washington Wizards- o   | 15                | 67                | .183              | 49.0              | 82                |
| 15 | Detroit Pistons - o     | 14                | 68                | .171              | 50.0              | 82                |

| #  | Conferência Oeste          | Conferência Oeste | Conferência Oeste | Conferência Oeste | Conferência Oeste | Conferência Oeste |
| #  | Time                       | V                 | D                 | PCT               | JA                | J                 |
| -- | -------------------------- | ----------------- | ----------------- | ----------------- | ----------------- | ----------------- |
| 1  | *Oklahoma City Thunder - c | 57                | 25                | .695              | --                | 82                |
| 2  | Denver Nuggets - x         | 57                | 25                | .695              | --                | 82                |
| 3  | Minnesota Timberwolves - x | 56                | 26                | .683              | 1.0               | 82                |
| 4  | *LA Clippers - y           | 51                | 31                | .622              | 6.0               | 82                |
| 5  | *Dallas Mavericks - y      | 50                | 32                | .610              | 7.0               | 82                |
| 6  | Phoenix Suns - x           | 49                | 33                | .598              | 8.0               | 82                |
|    |                            |                   |                   |                   |                   |                   |
| 7  | New Orleans Pelicans - pi  | 49                | 33                | .598              | 8.0               | 82                |
| 8  | LA Lakers - pi             | 47                | 35                | .573              | 10.0              | 82                |
| 9  | Sacramento Kings - pi      | 46                | 36                | .561              | 11.0              | 82                |
| 10 | Golden State Warriors - pi | 46                | 36                | .561              | 11.0              | 82                |
|    |                            |                   |                   |                   |                   |                   |
| 11 | Houston Rockets - o        | 41                | 41                | .500              | 16.0              | 82                |
| 12 | Utah Jazz - o              | 31                | 51                | .378              | 26.0              | 82                |
| 13 | Memphis Grizzlies - o      | 27                | 55                | .329              | 30.0              | 82                |
| 14 | San Antonio Spurs - o      | 22                | 60                | .268              | 35.0              | 82                |
| 15 | Portland Trail Blazers - o | 21                | 61                | .256              | 36.0              | 82                |

| Notas - c — Ganhou a vantagem de decidir em casa até a decisão de conferência dos playoffs. | - o — Eliminado das chances de playoffs. |

### Jogos internacionais
| Data                      | Times                                 | Arena                     | Local                     | Referência                |
| NBA Mexico City Game 2023 | NBA Mexico City Game 2023             | NBA Mexico City Game 2023 | NBA Mexico City Game 2023 | NBA Mexico City Game 2023 |
| ------------------------- | ------------------------------------- | ------------------------- | ------------------------- | ------------------------- |
| 9 de Novembro de 2023     | Orlando Magic vs. Atlanta Hawks       | Mexico City Arena         | Cidade do México, México  | [ 50 ]                    |
| NBA Paris Game 2024       |                                       |                           |                           |                           |
| 11 de Janeiro de 2024     | Brooklyn Nets vs. Cleveland Cavaliers | Accor Arena               | Paris, França             | [ 51 ]                    |

## Torneio play-in
A NBA realizou um torneio play-in para as equipes classificadas do 7º ao 10º lugar em cada conferência de 16 a 19 de abril de 2023. A equipe do 7º colocado jogou com a equipe do 8º lugar, com o vencedor conquistando a 7ª colocação nos playoffs. O time do 9º colocado jogou com o time do 10º lugar sendo o perdedor eliminado da disputa do playoff. O perdedor do jogo do 7º ao 8º lugar jogou então com o vencedor do jogo do 9º ao 10º lugar, com o vencedor conquistando a oitava posição e o perdedor sendo eliminado.
| Conferência Leste |

|  | Primeira rodada | Primeira rodada    | Primeira rodada |               |    | Segunda rodada | Segunda rodada | Segunda rodada |  |
|  |                 |                    |                 |               |    |                |                |                |  |
|  | 7               | Philadelphia 76ers | 105             |               |    |                |                |                |  |
|  | 7               | Philadelphia 76ers | 105             |               |    |                |                |                |  |
|  | 8               | Miami Heat         | 104             |               |    |                |                |                |  |
|  | 8               | Miami Heat         | 104             |               | 8  | Miami Heat     | 112            |                |  |
|  |                 |                    |                 |               | 8  | Miami Heat     | 112            |                |  |
|  |                 |                    | 9               | Chicago Bulls | 91 |                |                |                |  |
|  | 9               | Chicago Bulls      | 9               | Chicago Bulls | 91 | 131            |                |                |  |
|  | 9               | Chicago Bulls      |                 |               |    |                |                |                |  |
|  | 10              | Atlanta Hawks      | 116             |               |    |                |                |                |  |

| Conferência Oeste |

|  | Primeira rodada | Primeira rodada       | Primeira rodada |                  |    | Segunda rodada       | Segunda rodada | Segunda rodada |  |
|  |                 |                       |                 |                  |    |                      |                |                |  |
|  | 7               | New Orleans Pelicans  | 106             |                  |    |                      |                |                |  |
|  | 7               | New Orleans Pelicans  | 106             |                  |    |                      |                |                |  |
|  | 8               | Los Angeles Lakers    | 110             |                  |    |                      |                |                |  |
|  | 8               | Los Angeles Lakers    | 110             |                  | 7  | New Orleans Pelicans | 105            |                |  |
|  |                 |                       |                 |                  | 7  | New Orleans Pelicans | 105            |                |  |
|  |                 |                       | 9               | Sacramento Kings | 98 |                      |                |                |  |
|  | 9               | Sacramento Kings      | 9               | Sacramento Kings | 98 | 118                  |                |                |  |
|  | 9               | Sacramento Kings      |                 |                  |    |                      |                |                |  |
|  | 10              | Golden State Warriors | 94              |                  |    |                      |                |                |  |

Itálico - Mando de quadra | Negrito - Vencedor do Confronto | * - Jogo foi pra prorrogação

## Pós-temporada
Os playoffs começaram em 20 de abril de 2024. As finais começaram em 6 de junho.
|  | Primeira rodada   | Primeira rodada        | Primeira rodada |                        |   | Semifinais de Conferência | Semifinais de Conferência | Semifinais de Conferência |  |  | Finais de Conferência | Finais de Conferência | Finais de Conferência |  |  | Finais da NBA | Finais da NBA | Finais da NBA |  |
|  |                   |                        |                 |                        |   |                           |                           |                           |  |  |                       |                       |                       |  |  |               |               |               |  |
|  | 1                 | Boston Celtics*        | 4               |                        |   |                           |                           |                           |  |  |                       |                       |                       |  |  |               |               |               |  |
|  | 1                 | Boston Celtics*        | 4               |                        |   |                           |                           |                           |  |  |                       |                       |                       |  |  |               |               |               |  |
|  | 8                 | Miami Heat             | 1               |                        |   |                           |                           |                           |  |  |                       |                       |                       |  |  |               |               |               |  |
|  | 8                 | Miami Heat             | 1               |                        | 1 | Boston Celtics*           | 4                         |                           |  |  |                       |                       |                       |  |  |               |               |               |  |
|  |                   |                        |                 |                        | 1 | Boston Celtics*           | 4                         |                           |  |  |                       |                       |                       |  |  |               |               |               |  |
|  |                   |                        | 4               | Cleveland Cavaliers    | 1 |                           |                           |                           |  |  |                       |                       |                       |  |  |               |               |               |  |
|  | 4                 | Cleveland Cavaliers    | 4               | Cleveland Cavaliers    | 1 | 4                         |                           |                           |  |  |                       |                       |                       |  |  |               |               |               |  |
|  | 4                 | Cleveland Cavaliers    |                 |                        |   |                           |                           |                           |  |  |                       |                       |                       |  |  |               |               |               |  |
|  | 5                 | Orlando Magic*         | 3               |                        |   |                           |                           |                           |  |  |                       |                       |                       |  |  |               |               |               |  |
|  | 5                 | Orlando Magic*         | 3               |                        | 1 | Boston Celtics*           | 4                         |                           |  |  |                       |                       |                       |  |  |               |               |               |  |
|  | Conferência Leste |                        |                 |                        | 1 | Boston Celtics*           | 4                         |                           |  |  |                       |                       |                       |  |  |               |               |               |  |
|  |                   |                        | 6               | Indiana Pacers         | 0 |                           |                           |                           |  |  |                       |                       |                       |  |  |               |               |               |  |
|  | 3                 | Milwaukee Bucks*       | 6               | Indiana Pacers         | 0 | 2                         |                           |                           |  |  |                       |                       |                       |  |  |               |               |               |  |
|  | 3                 | Milwaukee Bucks*       |                 |                        |   |                           |                           |                           |  |  |                       |                       |                       |  |  |               |               |               |  |
|  | 6                 | Indiana Pacers         | 4               |                        |   |                           |                           |                           |  |  |                       |                       |                       |  |  |               |               |               |  |
|  | 6                 | Indiana Pacers         | 4               |                        | 6 | Indiana Pacers            | 4                         |                           |  |  |                       |                       |                       |  |  |               |               |               |  |
|  |                   |                        |                 |                        | 6 | Indiana Pacers            | 4                         |                           |  |  |                       |                       |                       |  |  |               |               |               |  |
|  |                   |                        | 2               | New York Knicks        | 3 |                           |                           |                           |  |  |                       |                       |                       |  |  |               |               |               |  |
|  | 2                 | New York Knicks        | 2               | New York Knicks        | 3 | 4                         |                           |                           |  |  |                       |                       |                       |  |  |               |               |               |  |
|  | 2                 | New York Knicks        |                 |                        |   |                           |                           |                           |  |  |                       |                       |                       |  |  |               |               |               |  |
|  | 7                 | Philadelphia 76ers     | 2               |                        |   |                           |                           |                           |  |  |                       |                       |                       |  |  |               |               |               |  |
|  | 7                 | Philadelphia 76ers     | 2               |                        | 1 | Boston Celtics*           | 4                         |                           |  |  |                       |                       |                       |  |  |               |               |               |  |
|  |                   |                        |                 |                        |   |                           |                           |                           |  |  |                       |                       |                       |  |  |               |               |               |  |
|  |                   |                        | 5               | Dallas Mavericks*      | 1 |                           |                           |                           |  |  |                       |                       |                       |  |  |               |               |               |  |
|  | 1                 | Oklahoma City Thunder* | 5               | Dallas Mavericks*      | 1 | 4                         |                           |                           |  |  |                       |                       |                       |  |  |               |               |               |  |
|  | 1                 | Oklahoma City Thunder* |                 |                        |   |                           |                           |                           |  |  |                       |                       |                       |  |  |               |               |               |  |
|  | 8                 | New Orleans Pelicans   | 0               |                        |   |                           |                           |                           |  |  |                       |                       |                       |  |  |               |               |               |  |
|  | 8                 | New Orleans Pelicans   | 0               |                        | 1 | Oklahoma City Thunder*    | 2                         |                           |  |  |                       |                       |                       |  |  |               |               |               |  |
|  |                   |                        |                 |                        | 1 | Oklahoma City Thunder*    | 2                         |                           |  |  |                       |                       |                       |  |  |               |               |               |  |
|  |                   |                        | 5               | Dallas Mavericks*      | 4 |                           |                           |                           |  |  |                       |                       |                       |  |  |               |               |               |  |
|  | 4                 | Los Angeles Clippers*  | 5               | Dallas Mavericks*      | 4 | 2                         |                           |                           |  |  |                       |                       |                       |  |  |               |               |               |  |
|  | 4                 | Los Angeles Clippers*  |                 |                        |   |                           |                           |                           |  |  |                       |                       |                       |  |  |               |               |               |  |
|  | 5                 | Dallas Mavericks*      | 4               |                        |   |                           |                           |                           |  |  |                       |                       |                       |  |  |               |               |               |  |
|  | 5                 | Dallas Mavericks*      | 4               |                        | 5 | Dallas Mavericks*         | 4                         |                           |  |  |                       |                       |                       |  |  |               |               |               |  |
|  | Conferência Oeste |                        |                 |                        | 5 | Dallas Mavericks*         | 4                         |                           |  |  |                       |                       |                       |  |  |               |               |               |  |
|  |                   |                        | 3               | Minnesota Timberwolves | 1 |                           |                           |                           |  |  |                       |                       |                       |  |  |               |               |               |  |
|  | 3                 | Minnesota Timberwolves | 3               | Minnesota Timberwolves | 1 | 4                         |                           |                           |  |  |                       |                       |                       |  |  |               |               |               |  |
|  | 3                 | Minnesota Timberwolves |                 |                        |   |                           |                           |                           |  |  |                       |                       |                       |  |  |               |               |               |  |
|  | 6                 | Phoenix Suns           | 0               |                        |   |                           |                           |                           |  |  |                       |                       |                       |  |  |               |               |               |  |
|  | 6                 | Phoenix Suns           | 0               |                        | 3 | Minnesota Timberwolves    | 4                         |                           |  |  |                       |                       |                       |  |  |               |               |               |  |
|  |                   |                        |                 |                        | 3 | Minnesota Timberwolves    | 4                         |                           |  |  |                       |                       |                       |  |  |               |               |               |  |
|  |                   |                        | 2               | Denver Nuggets         | 3 |                           |                           |                           |  |  |                       |                       |                       |  |  |               |               |               |  |
|  | 2                 | Denver Nuggets         | 2               | Denver Nuggets         | 3 | 4                         |                           |                           |  |  |                       |                       |                       |  |  |               |               |               |  |
|  | 2                 | Denver Nuggets         |                 |                        |   |                           |                           |                           |  |  |                       |                       |                       |  |  |               |               |               |  |
|  | 7                 | Los Angeles Lakers     | 1               |                        |   |                           |                           |                           |  |  |                       |                       |                       |  |  |               |               |               |  |

* - Campeão da Divisão | Itálico - Mando de quadra | Negrito - Vencedor do Confronto

## Estatísticas
| Líderes de estatísticas individuais |                         |                                      |       |
| Categoria                           | Jogador                 | Equipe                               | Est.  |
| Pontos por jogo                     | Luka Dončić             | Dallas Mavericks                     | 33.9  |
| Pontos totais                       | Luka Dončić             | Dallas Mavericks                     | 2370  |
| Rebotes por jogo                    | Domantas Sabonis        | Sacramento Kings                     | 13.7  |
| Rebotes totais                      | Domantas Sabonis        | Sacramento Kings                     | 1120  |
| Assistências por jogo               | Tyrese Haliburton       | Indiana Pacers                       | 10.9  |
| Assistências totais                 | Tyrese Haliburton       | Indiana Pacers                       | 752   |
| Roubadas por jogo                   | Shai Gilgeous-Alexander | Oklahoma City Thunder                | 2.0   |
| Roubadas por jogo                   | De'Aaron Fox            | Sacramento Kings                     | 2.0   |
| Roubadas totais                     | Shai Gilgeous-Alexander | Oklahoma City Thunder                | 150   |
| Roubadas totais                     | De'Aaron Fox            | Sacramento Kings                     | 150   |
| Tocos por jogo                      | Victor Wembanyama       | San Antonio Spurs                    | 3.6   |
| Tocos totais                        | Victor Wembanyama       | San Antonio Spurs                    | 254   |
| Turnovers por jogo                  | Luka Dončić             | Dallas Mavericks                     | 4.0   |
| Faltas por jogo                     | Jaren Jackson Jr.       | Memphis Grizzlies                    | 3.6   |
| Minutos por jogo                    | DeMar DeRozan           | Chicago Bulls                        | 37.8  |
| Arremessos certos (%)               | Daniel Gafford          | Washington Wizards/ Dallas Mavericks | 72.5% |
| Arremessos certos totais            | Giannis Antetokounmpo   | Milwaukee Bucks                      | 837   |
| Lances Livres (%)                   | Klay Thompson           | Golden State Warriors                | 92.7% |
| Lances livres certos totais         | Shai Gilgeous-Alexander | Oklahoma City Thunder                | 567   |
| Cestas de três (%)                  | Grayson Allen           | Phoenix Suns                         | 46.1% |
| Cestas de três totais               | Stephen Curry           | Golden State Warriors                | 357   |
| Duplo-duplos                        | Domantas Sabonis        | Sacramento Kings                     | 75    |
| Triplo-duplos                       | Domantas Sabonis        | Sacramento Kings                     | 26    |

| Equipes líderes de estatísticas |                       |       |
| Categoria                       | Equipe                | Est.  |
| Pontos por jogo                 | Indiana Pacers        | 123.3 |
| Rebotes por jogo                | Golden State Warriors | 46.7  |
| Assistências por jogo           | Indiana Pacers        | 30.8  |
| Roubadas por jogo               | Philadelphia 76ers    | 8.5   |
| Roubadas por jogo               | Oklahoma City Thunder | 8.5   |
| Tocos por jogo                  | Oklahoma City Thunder | 6.6   |
| Tocos por jogo                  | Boston Celtics        | 6.6   |
| Turnovers por jogo              | Utah Jazz             | 15.7  |
| Faltas por jogo                 | Indiana Pacers        | 21.4  |
| Arremessos (FG)                 | Indiana Pacers        | 50.7% |
| Lances livres                   | Utah Jazz             | 83.0% |
| Cestas de três                  | Oklahoma City Thunder | 38.9% |

### Recordes individuais de temporada
| Líderes de estatísticas individuais de um único jogo |                         |                       |      |
| Categoria                                            | Jogador                 | Equipe                | Est. |
| Pontos                                               | Luka Dončić             | Dallas Mavericks      | 73   |
| Rebotes                                              | Jusuf Nurkić            | Phoenix Suns          | 31   |
| Assistências                                         | Tyrese Haliburton       | Indiana Pacers        | 23   |
| Roubos                                               | Shai Gilgeous-Alexander | Oklahoma City Thunder | 7    |
| Roubos                                               | Herbert Jones           | New Orleans Pelicans  | 7    |
| Roubos                                               | Anthony Davis           | Los Angeles Lakers    | 7    |
| Roubos                                               | Tre Mann                | Charlotte Hornets     | 7    |
| Tocos                                                | Victor Wembanyama       | San Antonio Spurs     | 10   |
| Cestas de três pontos                                | Keegan Murray           | Sacramento Kings      | 12   |

## Prêmios individuais
| Prêmios da NBA de 2023-24               |                                             | |
| Prêmio                                  | Vencedor(es)                                | Finalistas |
| Jogador mais valioso (MVP)              | Nikola Jokić (Denver Nuggets)               | Shai Gilgeous-Alexander (Oklahoma City Thunder) Luka Dončić (Dallas Mavericks)                                                                   |
| Jogador defensivo do ano                | Rudy Gobert (Minnesota Timberwolves)        | Victor Wembanyama (San Antonio Spurs) Bam Adebayo (Miami Heat)                                                                                   |
| Novato do ano                           | Victor Wembanyama (San Antonio Spurs)       | Chet Holmgren (Oklahoma City Thunder) Brandon Miller (Charlotte Hornets)                                                                         |
| Sexto homem do ano                      | Naz Reid (Minnesota Timberwolves)           | Bobby Portis (Milwaukee Bucks) Malik Monk (Sacramento Kings)                                                                                     |
| Jogador que mais evoluiu do ano         | Tyrese Maxey (Philadelphia 76ers)           | Coby White (Chicago Bulls) Alperen Şengün (Houston Rockets)                                                                                      |
| Técnico do ano                          | Mark Daigneault (Oklahoma City Thunder)     | Chris Finch (Minnesota Timberwolves) Jamahl Mosley (Orlando Magic)                                                                               |
| Executivo do ano                        | Brad Stevens (Boston Celtics)               | Sam Presti (Oklahoma City Thunder) Tim Connelly (Minnesota Timberwolves) Leon Rose (New York Knicks)                                             |
| Jogador mais "clutch" (decisivo) do ano | Stephen Curry (Golden State Warriors)       | DeMar DeRozan (Chicago Bulls) Shai Gilgeous-Alexander (Oklahoma City Thunder)                                                                    |
| Prêmio de Justiça social                | Karl-Anthony Towns (Minnesota Timberwolves) | Bam Adebayo (Miami Heat) C. J. McCollum (New Orleans Pelicans) Lindy Waters III (Oklahoma City Thunder) Russell Westbrook (Los Angeles Clippers) |
| Prêmio de esportividade                 | Tyrese Maxey (Philadelphia 76ers)           | |
| Companheiro de equipe                   | Mike Conley Jr. (Minnesota Timberwolves)    | |
| NBA Hustle Award                        | Alex Caruso (Chicago Bulls)                 | |
| MVP das Finais de Conferência (Oeste)   | Luka Dončić (Dallas Mavericks)              | |
| MVP das Finais de Conferência (Leste)   | Jaylen Brown (Boston Celtics)               | |
| MVP das Finais da NBA                   | Jaylen Brown (Boston Celtics)               | |

| - All-NBA Team - All-NBA First Team: - Giannis Antetokounmpo, Milwaukee Bucks - Luka Dončić, Dallas Mavericks - Shai Gilgeous-Alexander, Oklahoma City Thunder - Nikola Jokić, Denver Nuggets - Jayson Tatum, Boston Celtics - All-NBA Second Team: - Jalen Brunson, New York Knicks - Anthony Davis, Los Angeles Lakers - Kevin Durant, Phoenix Suns - Anthony Edwards, Minnesota Timberwolves - Kawhi Leonard, Los Angeles Clippers - All-NBA Third Team: - Devin Booker, Phoenix Suns - Stephen Curry, Golden State Warriors - Tyrese Haliburton, Indiana Pacers - LeBron James, Los Angeles Lakers - Domantas Sabonis, Sacramento Kings - NBA All-Defensive Team - NBA All-Defensive First Team - Bam Adebayo, Miami Heat - Anthony Davis, Los Angeles Lakers - Rudy Gobert, Minnesota Timberwolves - Herb Jones, New Orleans Pelicans - Victor Wembanyama, San Antonio Spurs - NBA All-Defensive Second Team - Alex Caruso, Chicago Bulls - Jrue Holiday, Boston Celtics - Jaden McDaniels, Minnesota Timberwolves - Jalen Suggs, Orlando Magic - Derrick White, Boston Celtics - NBA All-Rookie Team - NBA All-Rookie First Team: - Chet Holmgren, Oklahoma City Thunder - Jaime Jaquez Jr., Miami Heat - Brandon Miller, Charlotte Hornets - Brandin Podziemski, Golden State Warriors - Victor Wembanyama, San Antonio Spurs - NBA All-Rookie Second Team: - Keyonte George, Utah Jazz - G. G. Jackson, Memphis Grizzlies - Dereck Lively II, Dallas Mavericks - Amen Thompson, Houston Rockets - Cason Wallace, Oklahoma City Thunder |

## Arenas
- Esta é a última temporada do Los Angeles Clippers na Crypto.com Arena, já que a equipe está programada para se mudar para o novo Intuit Dome em Inglewood, na Califórnia, começando na temporada 2024-25.[70]
- A arena do Utah Jazz, conhecida por vários anos como Vivint Arena, voltou ao nome original Delta Center em 1º de julho de 2023, quando a equipe chegou a um novo acordo de naming rights com a Delta Air Lines.[71]
- A arena do San Antonio Spurs, anteriormente conhecida como AT&T Center, foi renomeada como Frost Bank Center em 3 de agosto de 2023.[72][73]
- A arena do Orlando Magic, conhecida como Amway Center desde sua inauguração, foi renomeada como Kia Center em 20 de dezembro de 2023.[74]

## Marcos históricos
- 25 de julho de 2023 — Jaylen Brown assinou uma extensão de contrato de cinco anos no valor de US$304 milhões com o Boston Celtics, o maior contrato da história da liga.[75]
- 29 de outubro de 2023 — Klay Thompson ultrapassou Jamal Crawford para a 10ª posição na lista de mais arremessos de três pontos feitos na história da liga.[76]
- 31 de outubro de 2023 — Kevin Durant ultrapassou Hakeem Olajuwon para a 12ª posição na lista de maiores pontuadores da história da liga.[77]
- 1 de novembro de 2023 — LeBron James marcou 35 pontos na vitória de 130–125 dos Los Angeles Lakers contra o Los Angeles Clippers na prorrogação. Sua performance marcou seu 81º jogo com 30 pontos desde que completou 35 anos em dezembro de 2019, ultrapassando Karl Malone pelo maior número de jogos com 30 pontos por qualquer jogador após os 35 anos na história da NBA.[78]
- 1 de novembro de 2023 — Stephen Curry se tornou o primeiro jogador na história da NBA a marcar pelo menos um arremesso de três pontos em 250 jogos consecutivos da temporada regular.[79]
- 6 de novembro de 2023 — Nikola Jokić ultrapassou LeBron James e Jason Kidd para a 4ª posição na lista de mais triplos-duplos da história da NBA.[80]
- 15 de novembro de 2023 — LeBron James ultrapassou Jason Kidd para a 5ª posição na lista de mais triplos-duplos da história.[81] Ele também ultrapassou Jason Terry para a 8ª posição na lista de mais três pontos feitos na carreira.[82] James se tornou o segundo jogador mais velho a registrar um triplo-duplo, atrás apenas de Karl Malone.[83]
- 18 de novembro de 2023 — Giannis Antetokounmpo se tornou o jogador mais jovem da história da NBA a registrar 16.000 pontos, 7.000 rebotes e 3.000 assistências em sua carreira.[84]
- 19 de novembro de 2023 — LeBron James ultrapassou Clyde Drexler para a 8ª posição na lista de mais roubos de bola da história da liga.[85]
- 21 de novembro de 2023 — Kevin Durant ultrapassou Elvin Hayes para a 11ª posição na lista de pontos da NBA.[86]
- 21 de novembro de 2023 — LeBron James se tornou o primeiro jogador a alcançar 39.000 pontos na carreira.[87] Ele também ultrapassou Vince Carter para a 7ª posição na lista de mais três pontos feitos na liga.[88]
- 26 de novembro de 2023 — Victor Wembanyama se tornou o primeiro novato a registrar pelo menos 20 pontos, 10 rebotes, 6 roubos de bola e 4 bloqueios em um jogo. Ele teve 22 pontos, 11 rebotes e 2 assistências.[89]
- 27 de novembro de 2023 — LeBron James ultrapassou Kareem Abdul-Jabbar para se tornar o líder de todos os tempos em minutos jogados durante a temporada regular e os playoffs combinados.[90]
- 1 de dezembro de 2023 — Kevin Durant ultrapassou Moses Malone para a 10ª posição na lista de pontos de todos os tempos.[91]
- 2 de dezembro de 2023 — O Dallas Mavericks fez uma sequência de 30–0 em um jogo contra o Oklahoma City Thunder, a mais longa na história da NBA sem permitir uma cesta na era do play-by-play.[92]
- 2 de dezembro de 2023 — Luka Dončić se tornou o primeiro jogador a registrar pelo menos 20 pontos, 15 rebotes, 16 assistências, 2 bloqueios e 2 roubos de bola em um jogo. Ele fez 36 pontos e 18 assistências contra o OKC.[93]
- 5 de dezembro de 2023 — LeBron James se tornou o jogador mais velho a registrar 30 pontos, 10 assistências e 5 roubos de bola em um jogo.[94]
- 6 de dezembro de 2023 — Luka Dončić ultrapassou Larry Bird para a 9ª posição na lista de mais triplos-duplos. Ele também registrou 29 pontos, 10 rebotes e 10 assistências no primeiro tempo, marcando o primeiro triplos-duplos de 25 pontos no primeiro tempo na história da liga.[95]
- 8 de dezembro de 2023 — Victor Wembanyama (19 anos, 38 dias) se tornou o jogador mais jovem da história da NBA a registrar pelo menos 20 pontos e 20 rebotes em um jogo.[96]
- 11 de dezembro de 2023 — Luka Dončić (24 anos, 287 dias) se tornou o jogador mais jovem a alcançar 1.000 arremessos de três pontos.[97]
- 13 de dezembro de 2023 — Giannis Antetokounmpo marcou 64 pontos sem acertar um arremesso de três pontos contra o Indiana Pacers. Este foi o maior número de pontos marcados sem um arremesso de três pontos desde a introdução da linha de três pontos em 1979–80.
- 14 de dezembro de 2023 — Nikola Jokić alcançou seu 10º triplo-duplo da temporada, tornando-se o primeiro jogador a ter pelo menos 10 triplos-duplos em sete temporadas consecutivas.[98]
- 15 de dezembro de 2023 — Jalen Brunson igualou o recorde de mais arremessos de três pontos feitos (9) em um jogo sem errar nenhum arremesso contra o Phoenix Suns.[99]
- 16 de dezembro de 2023 — Duncan Robinson, do Miami Heat, em seu 305º jogo na NBA, tornou-se o jogador mais rápido a alcançar 900 arremessos de três pontos na carreira, quebrando o recorde anteriormente compartilhado por Luka Dončić e Buddy Hield, de 324 jogos jogados, em uma vitória por 118–116 contra o Chicago Bulls.[100]
- 17 de dezembro de 2023 — A sequência recorde da NBA de Stephen Curry de mais jogos consecutivos com pelo menos um arremesso de três pontos feitos terminou em 268 jogos após ele não conseguir fazer contra o Portland Trail Blazers.[101]
- 19 de dezembro de 2023 — Ja Morant estabeleceu o recorde de mais pontos (34) por um jogador em seu retorno após perder pelo menos 25 jogos consecutivos.[102]
- 23 de dezembro de 2023 — LeBron James marcou o maior número de pontos (40) em um jogo em sua 21ª temporada ou mais, contra o Oklahoma City Thunder.[103]
- 25 de dezembro de 2023 — Jaime Jaquez Jr. se tornou o primeiro novato da NBA a registrar um duplo-duplo de 30 pontos (31 pontos e 10 rebotes) no Natal após 38 anos desde Patrick Ewing em 1985.[104]
- 28 de dezembro de 2023 — Nikola Jokić se tornou o primeiro jogador a registrar um triple-double sem errar um arremesso ou lance livre em dois jogos. Ele acertou todos os 11 arremessos e 3 lances livres contra o Memphis Grizzlies.[105][106]
- 28 de dezembro de 2023 — Victor Wembanyama se tornou o primeiro jogador a registrar 30 pontos e 7 bloqueios em 30 minutos ou menos. Ele jogou por 24:27 minutos contra o Portland Trail Blazers.[107]
- 28 de dezembro de 2023 — O Detroit Pistons igualou o recorde de maior sequência de derrotas na história da NBA com 28, igualando o recorde estabelecido pelo Philadelphia 76ers durante as temporadas de 2014–15 e 2015–16.[108]
- 30 de dezembro de 2023 — Anthony Davis se tornou o primeiro jogador a registrar pelo menos 32 pontos, 17 rebotes, 7 assistências, 4 roubos de bola e 2 bloqueios em um jogo. Ele teve 33 pontos e 8 assistências contra o Minnesota Timberwolves.[109]
- 30 de dezembro de 2023 — Tyrese Haliburton se tornou o terceiro jogador a ter pelo menos 20 pontos e 20 assistências em jogos consecutivos.[110]
- 1 de janeiro de 2024 — Jordan Clarkson se tornou o primeiro jogador do Utah Jazz a registrar um triplo-duplo em 15 anos, desde Carlos Boozer em 2008. Clarkson registrou 20 pontos, 11 assistências e 10 rebotes pela primeira vez em sua carreira, em uma vitória por 127–90 sobre o Dallas Mavericks.[111]
- 9 de janeiro de 2024 — O técnico Erik Spoelstra concordou com uma extensão de contrato de oito anos e US$120 milhões, o maior valor já comprometido na história da NBA e dos treinadores na América do Norte.[112]
- 10 de janeiro de 2024 — Victor Wembanyama se tornou o pivô mais jovem na história da NBA a registrar um triplo-duplo e o jogador mais jovem a registrar um triplo-duplo sem cometer turnovers (com 20 anos e 6 dias), superando Andre Iguodala, que conseguiu isso com 21 anos em 2005. Ele registrou seu triplo-duplo com 16 pontos, 12 rebotes e 10 assistências em 21 minutos de ação, tornando-se o segundo jogador na história da NBA a registrá-lo em menos de 22 minutos, apenas 1 minuto atrás de Russell Westbrook, que fez isso em 20 minutos em 2014. Wembanyama, no entanto, conseguiu isso em uma vitória, 130–108 contra o Detroit Pistons.[113]
- 14 de janeiro de 2024 — Damian Lillard do Milwaukee Bucks marcou o arremesso de três pontos que garantiu a vitória por 143–142 na prorrogação sobre o Sacramento Kings.[114] Ao fazer essa cesta, ele se tornou o quinto jogador na história da NBA a alcançar 2.500 arremessos de três pontos na carreira.[115]
- 17 de janeiro de 2024 — O assistente técnico do Golden State Warriors, Dejan Milojević, faleceu devido a um ataque cardíaco sofrido na noite anterior durante um jantar da equipe.[116]
- 22 de janeiro de 2024 — Joel Embiid do Philadelphia 76ers marcou 70 pontos, 18 rebotes e cinco assistências em uma vitória por 133–123 sobre o San Antonio Spurs. Com essa marca, ele se tornou o nono jogador na história da NBA a marcar 70 ou mais pontos em um jogo,[117] além de ser o primeiro jogador na história da NBA a registrar pelo menos 70 pontos, 15 rebotes e cinco assistências em um jogo.[118]
- 22 de janeiro de 2024 — Karl-Anthony Towns do Minnesota Timberwolves marcou um recorde pessoal de 62 pontos, em uma derrota por 128–125 para o Charlotte Hornets. Foi a quarta vez na história da NBA que dois jogadores diferentes marcaram pelo menos 60 pontos na mesma noite[119][120] e a terceira vez em que um jogador marcou pelo menos 70 pontos e outro pelo menos 60.[121][122]
- 25 de janeiro de 2024 — LeBron James foi selecionado para seu 20º All-Star Game da NBA, quebrando o recorde que ele compartilhava com Kareem Abdul-Jabbar.[123]
- 26 de janeiro de 2024 — Luka Dončić marcou 73 pontos em um jogo contra o Atlanta Hawks, o maior número de pontos em um único jogo desde a performance de 81 pontos de Kobe Bryant em 2006.[124]
- 26 de janeiro de 2024 — Devin Booker do Phoenix Suns marcou 62 pontos em uma derrota por 133–131 para o Indiana Pacers.[125] Foi a quinta vez na história da NBA (e a segunda vez em uma semana) que dois jogadores diferentes marcaram pelo menos 60 pontos na mesma noite,[119] e a quarta vez que um jogador marcou pelo menos 70 pontos e outro pelo menos 60.
- 2 de fevereiro de 2024 — Russell Westbrook se tornou o 25º jogador a marcar 25.000 pontos e também se juntou a LeBron James como os únicos jogadores com 25.000 pontos, 9.000 assistências e 8.000 rebotes.[126]
- 14 de fevereiro de 2024 — Stephen Curry se tornou o primeiro jogador a fazer sete ou mais arremessos de três pontos em quatro jogos consecutivos.[127]
- 25 de fevereiro de 2024 — Kevin Durant ultrapassou Carmelo Anthony e assumiu a 9ª posição na lista de maiores pontuadores de todos os tempos.
- 2 de março de 2024 — LeBron James se tornou o primeiro jogador na história da NBA a marcar 40.000 pontos.[128]
- 3 de março de 2024 — O Boston Celtics se tornou a primeira equipe na história da NBA a ter três vitórias com mais de 50 pontos em uma temporada, com uma vitória de 140–88 sobre o Golden State Warriors.[129]
- 3 de março de 2024 — Jusuf Nurkić do Phoenix Suns igualou um recorde do Século XXI (mantido por Kevin Love em 2010) de mais rebotes em um único jogo com 31 rebotes em uma derrota por 118–110 para o Oklahoma City Thunder.[130]
- 10 de março de 2024 — Anthony Davis se tornou o primeiro jogador na história da NBA a registrar mais de 25 pontos, mais de 25 rebotes, mais de 5 assistências e mais de 5 roubos de bola em um único jogo, com 27 pontos, 25 rebotes, 7 roubos e 5 assistências contra o Minnesota Timberwolves.[131]
- 11 de março de 2024 — Daniel Gafford do Dallas Mavericks estabeleceu o recorde da NBA para o maior número de arremessos certos consecutivos com 28 arremessos (desde a temporada de 1996–97, quando os dados de jogo começaram a ser rastreados).[132][133] Gafford posteriormente fez mais cinco cestas para estender seu recorde para 33 arremessos certos seguidos, mas ficou aquém do recorde não oficial de Wilt Chamberlain por dois arremessos após uma tentativa perdida durante a derrota para o Oklahoma City Thunder em 14 de março.
- 17 de março de 2024 — Duncan Robinson se tornou o jogador mais rápido da história da NBA a alcançar 1.000 arremessos certos de três pontos, em seu 343º jogo, superando o recorde de Buddy Hield de 350 jogos.[134]
- 20 de março de 2024 — Kevin Durant ultrapassou Shaquille O'Neal e assumiu a 8ª posição na lista de maiores pontuadores de todos os tempos.
- 1 de abril de 2024 — Devin Booker igualou um recorde estabelecido por Wilt Chamberlain durante a temporada de 1961–62, sendo o único jogador a registrar três jogos consecutivos marcando mais de 50 pontos contra um único oponente.[135]
- 14 de abril de 2024 — Pela primeira vez na história da NBA, os três melhores times de uma conferência (Thunder, Nuggets e Timberwolves da Conferência Oeste) chegaram ao jogo final da temporada com um recorde idêntico (todos com 56-25).[136]